# RiceGum
RiceGum，原名布賴恩·黎（越南语：／），為美國youtuber和rapper。越南裔，華裔混血人士。知名於娛樂惡搞影片、Diss歌曲及與其他youtuber之間的爭議，有超過一千萬名粉絲。
在2017年11月，RiceGum在告示牌新興藝術家排行榜上排名第25。RiceGum的歌曲“Its Every Night Sis”於2018年3月得到美國唱片工業協會（RIAA）的白金認證。

## 主要爭議
RiceGum於2018年曾經到過香港，并录制视频嘲笑香港人，影片中在“Hong Kong”的字样隔壁配上日本国旗，还嘲笑香港人吃狗肉，指着香港街头一家牛杂店问他们卖的是否是狗肉并表示“看起來很恶心”（that shit looks disgusting），同时他还暗示亚洲人不懂英语，他还要求一名路过的老人吃他吃剩下一半的雪糕。两周后的6月26日，由于该视频受到大量批评和指责，RiceGum发视频称自己只是在“开玩笑”，他表示因为害怕人们打他而不敢回到香港。道歉视频被指责没有诚意。目前他的香港之行的视频由于违反YouTube服务条款而被删除。